# عبد القادر حسن (عسكري مصري)
عبد القادر حسن كان ضابطاً بالقوات المسلحة المصرية وصل إلى رتبة فريق وعُين مُساعداً لوزير الحربية في مايو 1971 قبل إقالته في أكتوبر 1972.

## مسيرته العسكرية
حصل على زمالة كلية أركان الحرب وتدرج في الوظائف القيادية بسلاح المشاة حتى تولى رئاسة أركان فرقة مشاة ثم قيادة فرقة مشاة ضمن القوات المصرية المشاركة في حرب اليمن حتى منتصف 1966 ثم عاد إلى مصر وتولى قيادة الفرقة السادسة مشاة ميكانيكي في حرب 1967، وفي أعقاب الحرب عُين قائداً للقوات العربية في اليمن، وأشرف على سحب آخر جندي مصر من اليمن يوم 9 ديسمبر 1968. ثم عاد إلى مصر وتولى رئاسة أركان الجيش الثالث الميداني ثم مساعداً لوزير الحربية 1971 حتى أُحيل للتقاعد في أكتوبر 1972 في أعقاب إقالة الفريق محمد صادق وزير الحربية الأسبق.

### دوره في حرب يونيو 1967
قاد اللواء عبد القادر حسن الفرقة السادسة مشاة ميكانيكي أثناء الحرب وكان تمركزها عند منطقة الكونتلا على المحور الجنوبي «الكونتلا - التمد - نخل» وتشكلت الفرقة من أربعة ألوية مشاة محمولة وفوج مدرع ولواء مدفعية.
صمدت الفرقة في بداية الهجوم البري اللإسرائيلي بالرغم من السيادة الجوية الإسرائيلية إلا إنها اضطرت للانسحاب بعد أن تكبدت خسائر فادحة في الأفراد والمعدات حتى أنه لم يتبق من الفوج المدرع سوي ثلاث دبابات وكان اللواء عبد القادر حسن من القادة القلائل الذين بقوا في مراكز قيادتهم بالقرب من قواته أثناء القتال ولم ينسحب إلى مركز القيادة في الإسماعيلية.[بحاجة لمصدر]

## دوره في محكمة الثورة الثانية 1972
رأس الفريق عبد القادر حسن محكمة الثورة العسكرية - الدائرة الثانية التي حوكم أمامها بعض ممن أطلق عليهم مراكز القوى وأصدر الفريق حكمه في أبريل 1972 بمعاقبة الفريق محمد فوزي وزير الحربية الأسبق بالأشغال الشاقة المؤبدة بعد تخفيف حكم الإعدام الصادر من محكمة الدرجة الأولى.

## إحالته للتقاعد 1972
في أعقاب الخلافات التي حدثت بين بعض قيادات القوات المسلحة ومن ضمنهم الفريق محمد صادق وزير الحربية ومساعده الفريق عبد القادر حسن والفريق علي عبد الخبير فيما يتعلق باستعدادات المعركة القادمة مع إسرائيل ومدى جاهزية القوات وكفاءة التسليح،  أصدر الرئيس قرار بإعفاء الفريق أول محمد أحمد صادق نائب رئيس الوزراء ووزير الحربية والإنتاج الحربى من جميع مناصبه في 26 اكتوبر 1972 قبل أن يعين المشير أحمد إسماعيل وزيراً للحربية خلفاً له كما أُحيل الفريق عبد القادر حسن وبعض مساعدي الفريق صادق إلى التقاعد.